# فيلي هورتون
فيلي هورتون (بالإنجليزية: Willie Horton)‏ هو لاعب كرة قاعدة أمريكي، ولد في 18 أكتوبر 1942 في Arno, Virginia ‏ في الولايات المتحدة.

## وصلات خارجية
- فيلي هورتون على موقع دوري كرة القاعدة الرئيسي (الإنجليزية)
- فيلي هورتون على موقعبيزبول رفرنس.كوم (الدوري الرئيسي) (الإنجليزية)
- فيلي هورتون على موقعبيزبول رفرنس.كوم (الدوري الثانوي) (الإنجليزية)
- فيلي هورتون على موقع إي إس بي إن.كوم (أم.أل.بي) (الإنجليزية)
- فيلي هورتون على موقع مشجعي الرسوم البيانية (الإنجليزية)